# استیون کیورکجیان
استیون کیورکجیان (انگلیسی: Stephen Kurkjian؛ زادهٔ) روزنامه‌نگار ارمنی‌تبار اهل ایالات متحده آمریکا است. کیورکجیان همچنین یک نویسنده است و به خاطر گزارشات تخصصی تحقیقاتی در سالهای ۱۹۷۲و ۱۹۸۰موفق به دریافت جایزه پولیتزر شد. علاوه بر این، درهمکاری با روزنامه بوستون گلوب در تیم انعکاس رسوایی اسقف کاتولیک روم در بوستون شرکت کرد و همین باعث شد جایزه پولیتزر را به خاطر خدمات عمومی اش در سال ۲۰۰۳به او اهدا کنند. او همچنین در سالهای ۱۹۸۲و ۱۹۹۴ جایزه جورج پولک را دریافت کرد. او در سال ۱۹۹۵برنده جایزه خبرنگاران محقق اعزامی و ویراستاران شد.